# Mucuna aurea
Mucuna aurea är en ärtväxtart som beskrevs av Charles Budd Robinson. Mucuna aurea ingår i släktet Mucuna och familjen ärtväxter. Inga underarter finns listade i Catalogue of Life.